# Rio de Janeiro (1914)
s/s Rio de Janeiro – frachtowiec niemiecki, własność kompanii Hamburg Süd z portem macierzystym Hamburg. 
Statek był zbudowany i zwodowany 3 kwietnia 1914 roku jako Santa Ines a w 1921 roku przemianowany na Rio de Janeiro.

## Charakterystyka
Statek został zbudowany w stoczni Schiffbau & Maschinenfabrik Bremer Vulkan w Vegesack (dzielnicy Bremy) pod numerem budowy 573. Stępkę położono w 1914 roku, po czym statek wodowano 27 marca 1914 roku. 25 kwietnia 1914 roku został przekazany do eksploatacji.
Statek miał trzy pokłady i osiem ładowni. Miał pojemność rejestrową 5261 BRT i 3194 NRT. Nośność wynosiła 9331 DWT. Długość wynosiła 122,5 m lub według innych danych 127,4 m, a szerokość 16,75 m lub 18,7 m. Zanurzenie sięgało 8,5 m. Statek napędzała maszyna parowa potrójnego rozprężania o mocy indykowanej 2300 KM, poruszająca jedną śrubę. Parę dostarczały trzy kotły o ciśnieniu 14 at. Prędkość maksymalna wynosiła 10,5 węzła. Załoga liczyła 42 osoby.

## Służba
Pierwotnie statek nosił nazwę „Santa Ines” i pływał w barwach Hamburg-Südamerikanische Dampfschifffahrts-Gesellschaft (Hamburg Süd) z Hamburga. Pływał na trasie Hamburg – Ameryka Południowa. W sierpniu 1914 roku został internowany w Valparaíso w Chile do końca I wojny światowej. We wrześniu 1920 roku powrócił do Hamburga. W ramach reparacji 29 lipca 1921 roku został przekazany Wielkiej Brytanii, ale 25 listopada tego samego roku został odkupiony przez dotychczasowego armatora i przemianowany na „Rio de Janeiro”. 23 października 1934 roku wyrzucił się na brzeg na skutek pożaru w porcie Vitoria w Brazylii. Został później podniesiony i wyremontowany.
Podczas II wojny światowej 7 marca  1940 roku został przeznaczony do transportowania wojska, przed Operacją Weserübung, czyli inwazją na  Norwegię i  Danię, rozpoczętą 9 kwietnia 1940 roku.
Plan inwazji zakładał, że Rio de Janeiro  ma osiągnąć Bergen natychmiast po zajęciu tego portu przez wojska niemieckie.
Transportowiec przewoził 313 żołnierzy ze 159. pułku piechoty (69. Dywizji Piechoty) oraz 13. i 33. pułków artylerii przeciwlotniczej, 73 konie, cztery ciężkie armaty przeciwlotnicze kalibru 105 mm, sześć działek przeciwlotniczych kalibru 20 mm, 71 pojazdów oraz 292 tony zapasów żywności i amunicji.

## Zatopienie

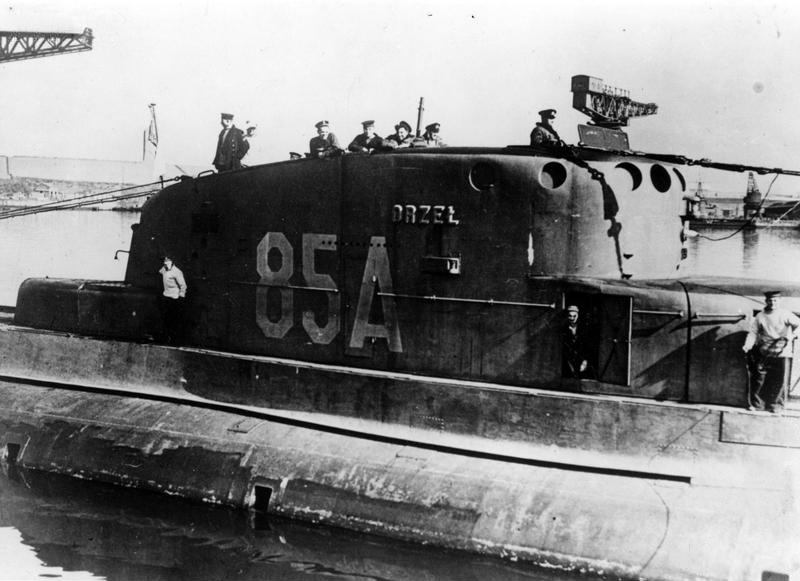
Kiosk okrętu podwodnego ORP Orzeł (1938)

Statek opuścił Szczecin 7 kwietnia o 4 w nocy. 8 kwietnia około godziny 10.00 - na kilka godzin przed rozpoczęciem ataku na Norwegię – statek został (w okolicy Lillesand) zauważony na horyzoncie przez polski okręt podwodny ORP „Orzeł”. W ciągu godziny „Orzeł” zbliżył się do niego w zanurzeniu. Statek płynął bez bandery, lecz widoczna z bliska przez peryskop nazwa i niedokładnie zamalowany port macierzysty (Hamburg) pozwoliły na jego identyfikację. Około 11.15, zgodnie z prawem międzynarodowym, „Orzeł” wynurzył się obok statku i flagami kodu sygnałowego nadał na statek polecenie zastopowania maszyn i przybycia kapitana wraz z dokumentami.
Kapitan „Rio de Janeiro” zwiększył prędkość i próbował skierować się do brzegu Norwegii, lecz szybszy „Orzeł” ruszył w pogoń na powierzchni i oddał dwie serie ostrzegawcze z karabinu maszynowego Lewis. Wycelowano też w statek na postrach armatę, która była niesprawna z powodu braku zamka. W rezultacie statek zastopował i spuszczono z niego szalupę z dwoma osobami, która jednak posuwała się opieszale, a jej wiosłowanie było zauważalnie pozorowane. Jednocześnie na „Orle” przechwycono sygnał radiowy z wezwaniem pomocy nadany z „Rio de Janeiro”. Wobec braku przybycia szalupy z kapitanem, dowódca „Orła”, kpt. Jan Grudziński polecił przekazać na statek ostrzeżenie o storpedowaniu za 5 minut i polecenie natychmiastowego opuszczenia go przez załogę. Niemiecki dowódca potwierdził zrozumienie sygnału, ale nie przystąpił do ewakuacji, wobec czego dowódca „Orła” nakazał około 11.45 (według innych relacji, o 12.05) odpalić torpedę, która trafiła statek w prawą burtę na śródokręciu. Dopiero po trafieniu załoga statku i przewożeni żołnierze rozpoczęli ewakuację. Statek miał przechył na trafioną burtę i wybuchł na nim pożar, lecz nie tonął, wobec czego polski dowódca zdecydował go dobić. W tym czasie zauważono samolot, wobec czego okręt podwodny zanurzył się. 
Okręt podwodny i frachtowiec zostały dostrzeżone już o 11.15 z posterunku obserwacyjnego w Justøy, który zawiadomił dowództwo norweskie w Kristiansandzie. Norwegowie wysłali w celu rozpoznania wodnosamolot Høver M.F. 11 z 21 Dywizjonu Rozpoznawczego, o znakach F 332, który nadleciał już po storpedowaniu i zaobserwował żołnierzy i konie. Samolot następnie o 12.07 wysłał sygnał do bazy, po czym zawrócił w celu złożenia meldunku. W tym czasie ratowaniem rozbitków zajmowały się znajdujące się już wcześniej w pobliżu norweskie jednostki: statek przybrzeżny „Lindebø” i kuter rybacki „Jenny” (według innych źródeł były to trzy kutry: „Lindebø”, „Agder 2” i „Stjernen”).
„Orzeł” następnie opłynął statek od drugiej burty, po czym wystrzelono drugą torpedę z położenia podwodnego, po trafieniu której „Rio de Janeiro” przełamał się w wybuchu na dwie części i w ciągu kilku minut zatonął. Na skutek wybuchu rany odniosło też lub zginęło kilku Niemców na pokładzie „Lindebø”. Zginęło ogółem 19 członków załogi statku oraz 164 żołnierzy, utracono także konie i cały przewożony sprzęt. O 12.45 nadpłynął norweski torpedowiec „Odin”, który podjął akcję ratunkową. Około 150 ludzi uratowano, natomiast „Odin” dostarczył do Kristiansandu między innymi 17 rannych i 18 wyłowionych zabitych. Według niektórych publikacji, w akcji ratunkowej brał udział także torpedowiec „Gyller”. Namiary z norweskich posterunków wykazały, że statek został zatopiony tuż za trzymilową granicą norweskich wód terytorialnych.

## Wrak
Wrak statku został zlokalizowany w czerwcu 2015 po sześciu latach poszukiwań przez norweską firmę Agder-Tech AS. Jej szef Vidar Johannesen podaje, że wrak znajduje się na głębokości 135 metrów przed Lillesand. W miejscowości Lillesand Norwegowie postawili pomnik upamiętniający polski okręt ORP Orzeł.